# Tres de mayo
Tres de mayo (nom complet en espagnol : El tres de mayo de 1808 en Madrid, soit « Le trois mai 1808 à Madrid ») est un tableau renommé du peintre espagnol Francisco de Goya. Peinte en 1814 et conservée au musée du Prado à Madrid, cette toile est également connue sous le nom Les Fusillades du 3 mai ou en espagnol sous le nom de Los fusilamientos de la montaña del Príncipe Pío. 
Ce tableau est la suite directe des événements décrits par Dos de mayo. Dans la nuit du 2 au 3 mai 1808 les soldats français — en représailles à la révolte du 2 mai — exécutent les combattants espagnols faits prisonniers au cours de la bataille. Les toiles Dos de mayo et Tres de mayo ont toutes deux été commissionnées par le gouvernement provisoire espagnol sur suggestion de Goya.
Le sujet de la toile, sa présentation ainsi que l'émotion qu'elle dégage font de cette toile l'une des représentations les plus connues de la dénonciation des horreurs liées à la guerre. Bien que s'inspirant en partie d'œuvres d'art l'ayant précédé, Tres de mayo marque une rupture par rapport aux conventions de l'époque. Cette toile diverge des représentations traditionnelles de la guerre dépeintes dans l'art occidental et est reconnue comme l'une des premières toiles de l'ère moderne. Selon l'historien de l'art Kenneth Clark, Tres de mayo est « la première grande toile qui peut être qualifiée de révolutionnaire dans tous les sens du terme : par son style, son sujet et son intention ».
« Le peuple de Madrid, abusé, s'est laissé entraîner à la révolte et au meurtre » note le 2 mai 1808 Joachim Murat, chef des armées de Napoléon en Espagne. Il poursuit : « Du sang français a coulé. Il demande à être vengé ». Tous les Espagnols en armes faits prisonniers lors de la révolte sont fusillés. Environ 400 personnes sont exécutées.

## Contexte
Pour un article plus général, voir Guerre d'indépendance espagnole.
Napoléon Ier se déclare Premier consul de la République française le 10 novembre 1799 et est couronné empereur en 1804. Comme l'Espagne contrôle l'accès à la mer Méditerranée, les Français en font un enjeu stratégique. Le souverain espagnol Charles IV est considéré internationalement comme inefficace, est vu par sa cour comme « un roi imbécile qui renonce aux affaires de l'État pour satisfaire ses envies de chasse » et un cocu incapable de contrôler sa femme énergique, Marie-Louise de Bourbon-Parme, et se voit en plus menacé par son héritier, pro-britannique, Ferdinand VII. Napoléon profite de la position affaiblie de Charles IV et lui propose de conquérir le Portugal, qu'ils partageraient entre la France, l'Espagne et une future principauté de l'Algarve qui serait dévolue à Manuel Godoy, alors Premier ministre espagnol. Séduit, ce dernier accepte, ne voyant pas que l'invasion du Portugal constitue une stratégie pour s'emparer du pouvoir en Espagne.
Sous le prétexte de renforcer les armées espagnoles, 23 000 soldats français entrent en Espagne sans opposition en novembre 1807. Même après que leurs intentions deviennent claires en février 1808, les forces d'occupations font face à très peu de résistance, mis à part quelques actions isolées. En mars, le soulèvement d'Aranjuez, impulsé par le prince Ferdinand et ses suiveurs, voit Godoy capturé et Charles IV obligé d'abdiquer ; ainsi, le 19 mars 1808, son fils devient le roi Ferdinand VII. Ce dernier cherche la protection des Français, mais Napoléon et son commandant principal le maréchal d'Empire Joachim Murat, pensent que l'Espagne gagnerait plutôt à avoir un chef d'État plus progressiste et compétent que les Bourbons. Ils décident ainsi d'installer le frère de l'empereur, Joseph Bonaparte, comme roi d'Espagne. Charles IV et Ferdinand VII sollicitent Napoléon pour régler leurs différends, et sous prétexte de médiation, celui-ci les convoque à Bayonne, en France, où ils se voient forcés d'abandonner leurs droits à la succession au profit de Joseph.

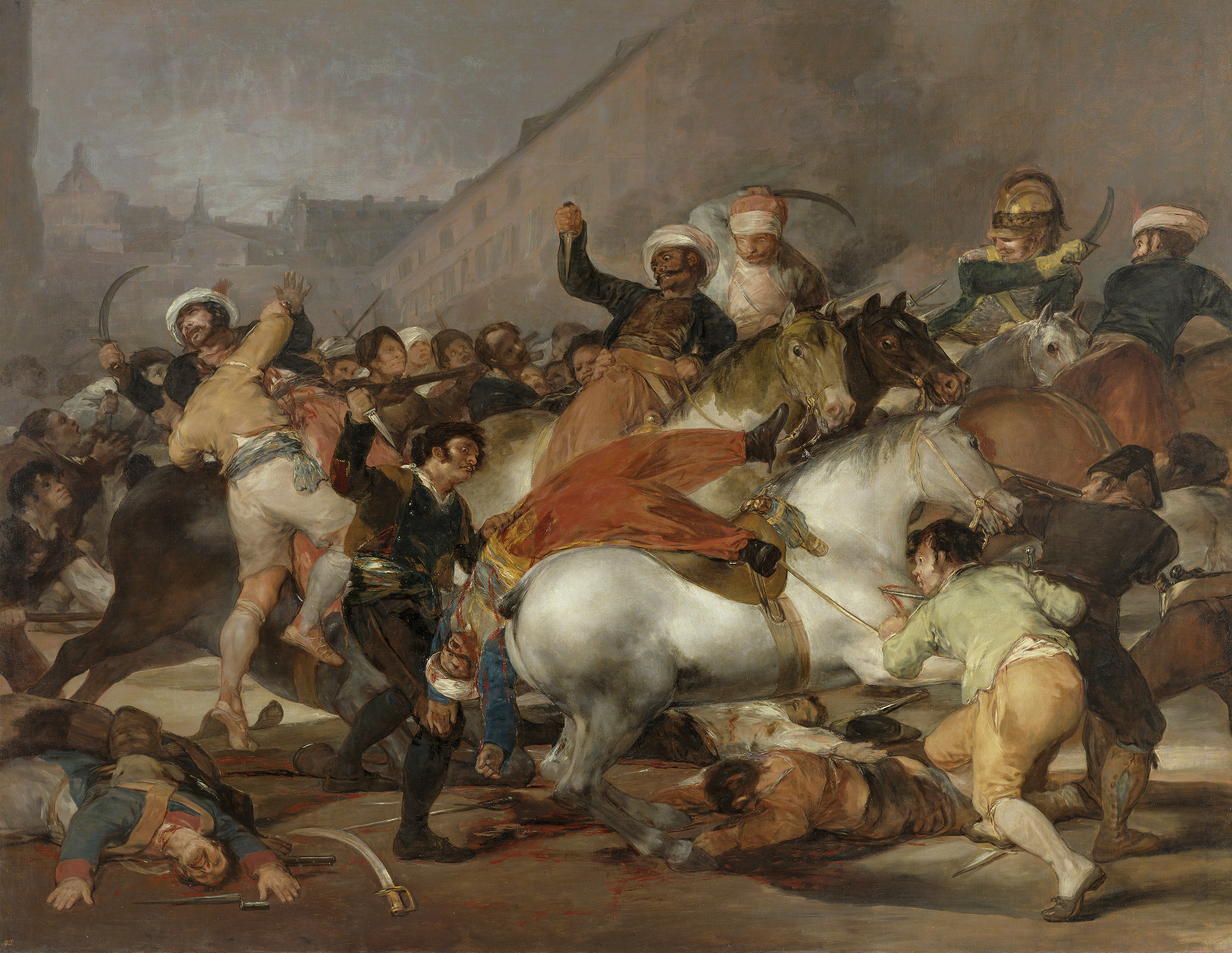
Le Dos de mayo est réalisé en 1814, deux mois avant le Tres de mayo. Il représente le soulèvement du peuple espagnol qui provoque les exécutions du trois mai.

Bien que le peuple espagnol ait déjà accepté des monarques étrangers par le passé, il rejette profondément le dirigeant français. Le 2 mai 1808, les rumeurs d'éviction des derniers membres de la famille royale espagnole poussent le peuple à se soulever contre lui. Joachim Murat proclame ce jour-là à ses troupes que la révolte contre les Français mérite vengeance et que toute personne arrêtée pendant le soulèvement sera exécutée. Goya commémore la révolte espagnole dans son Dos de mayo (deux mai), qui représente une charge de la cavalerie contre les rebelles sur la place de la Puerta del Sol, à Madrid. Il documente également le jour suivant dans Tres de mayo (trois mai), beaucoup plus connu, qui illustre les représailles françaises : au crépuscule, des centaines d'Espagnols sont rassemblés et exécutés dans plusieurs endroits de Madrid. L'opposition civile locale persiste et s'ensuit la guerre d'indépendance espagnole qui aura lieu les quatre années suivantes. Des forces armées espagnoles irrégulières aident considérablement les armées espagnole, portugaise et britannique, menées par Arthur Wellesley, duc de Wellington — c'est ainsi la première fois qu'on utilisera le terme de guérilla. À l'époque où Goya a peint ces tableaux, les révoltés sont érigés en symboles d'héroïsme et de patriotisme.
Comme d'autres libéraux espagnols, Goya se retrouve en position délicate, à la suite de l'invasion française. Il avait soutenu les objectifs initiaux de la Révolution française et espérait que ses idéaux aideraient à libérer l'Espagne de sa féodalité afin de devenir un système politique démocratique séculaire. Deux combats avaient ainsi lieu en Espagne : la résistance à l'envahisseur français et la lutte intestine entre les idéaux d'une modernisation libérale et le système pré-politique de la classe dirigeante en place. La division que provoquait ce dernier s'était déjà nettement intensifiée car les racines étaient plus profondes.
Plusieurs des amis de Goya, dont les poètes Juan Meléndez Valdés et Leandro Fernández de Moratín, sont ouvertement afrancesados et soutiennent Bonaparte — son portrait de l’ambassadeur français devenu commandant Ferdinand Guillemardet en 1798 trahit une admiration personnelle,. Le peintre conserve son poste de peintre de la cour, pour lequel un serment de loyauté à Joseph Bonaparte est nécessaire. Cependant, Goya a un rejet inné de l'autorité et a été un témoin direct de l’assujettissement de ses compatriotes par les troupes françaises. Alors qu'il vivait à Madrid, le général Palafox l'envoie, du 2 au 8 octobre 1808, à Saragosse pour prendre connaissance et rendre en peinture les événements du siège de la ville. Il rend ainsi compte de scènes de guerre dont il a été témoin dans les tableaux Fabrication de la poudre dans la Sierra de Tardienta et Fabrication de balles dans la Sierra de Tardienta (déclarés patrimoines nationaux d'Espagne), qu'il a réalisés à la même époque que les Désastres de la guerre.
Pendant ces années, il peint peu, mis à part des portraits de commandes des deux camps, dont celui, allégorique, de Joseph Bonaparte en 1810[Lequel ?], celui du duc de Wellington entre 1812 et 1814, ainsi que des généraux français et espagnols. Pendant ce temps, Goya travaille sur des dessins préparatoires (conservés au musée du Prado) qui deviendront la base des Désastres de la guerre, dont les plaques finales sont le témoignage de ce qu'il a décrit comme el desmembramiento d'España (« le démembrement de l'Espagne »).
En février 1814, après l'expulsion finale des Français, Goya approche le gouvernement provisoire avec la requête de « perpétuer au moyen de son pinceau la plus notable et héroïque des actions de [notre] glorieuse insurrection contre le Tyran de l'Europe ». Une fois sa proposition acceptée, Goya commence à travailler sur le Dos de mayo et le Tres de mayo. On ne sait pas s'il a été le témoin direct des scènes représentées, malgré différentes tentatives,.

## Le tableau

### Description de l'œuvre

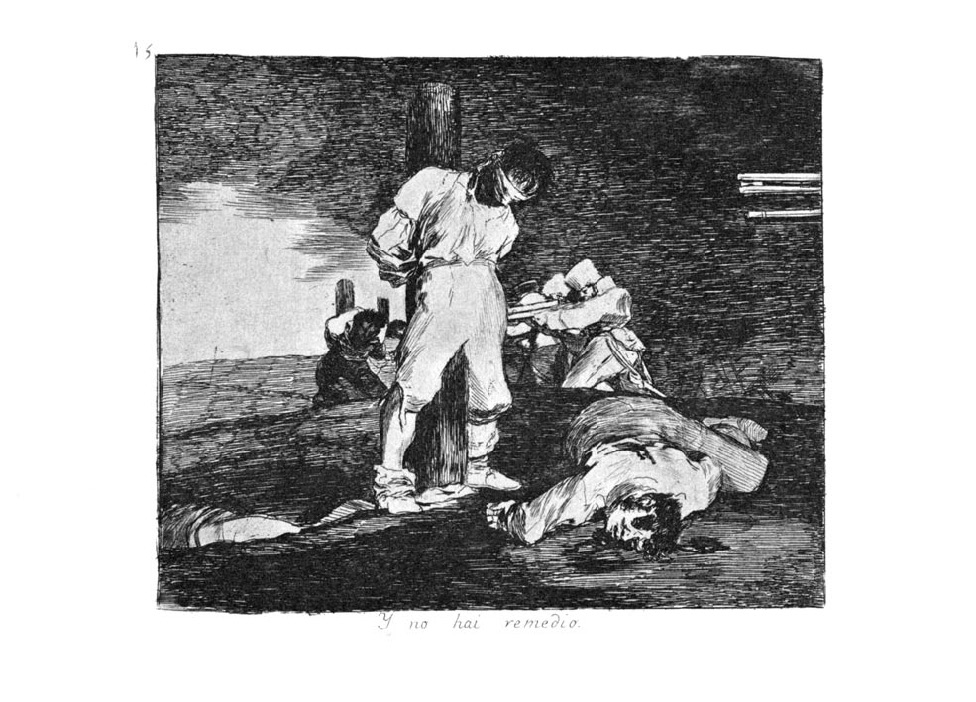
Y no hay remedio de la série de gravures Les Désastres de la guerre, ca. 1810–1812, préfigure certains des éléments de Tres de mayo.

La scène décrite dans Tres de mayo se tient dans les premières heures du matin qui suit le soulèvement et est centrée sur deux masses d'hommes : un groupe désorganisé de captifs tenus pratiquement à bout portant par les fusils d'un peloton d'exécution posant de façon rigide. Bourreaux et victimes se font face et, selon Kenneth Clark, « dans un éclair de génie Francisco de Goya a fait se contraster l'attitude féroce des soldats et les lignes d'acier de leurs fusils avec la masse s'écroulant de leurs cibles ». Une lanterne carrée située entre les deux groupes projette une lumière dramatique sur la scène. La zone la mieux éclairée est celle des victimes sur la gauche, où l'on peut voir un moine tonsuré en train de prier, ce qui est consistant avec le désir de Joachim Murat de choisir les victimes parmi les membres des couches sociales les moins élevées et du clergé qui les a organisées. Immédiatement à la droite de ce groupe et au centre de la toile se trouvent les figures d'autres condamnés se tenant en ligne dans l'attente d'une exécution future. La figure centrale de la toile est l'homme à genoux entre les corps de ceux déjà exécutés, les bras ouverts, et brillamment éclairé. Goya a voulu montrer l'innocence des condamnés en comparant l'Espagnol portant une tunique blanche à Jésus : stigmates, bras levés en forme de croix de saint André, etc. Il porte aussi une tunique blanche rappelant la pureté. Ses habits jaunes et blancs répètent les couleurs de la lanterne.
Sur la droite se tient le peloton d'exécution, pris dans les ombres et dépeint comme une unique unité monolithique. Pratiquement vus de dos leurs visages ne peuvent être vus, leurs baïonnettes et leurs shakos (les couvre-chefs militaires qu'ils portent) forment une colonne implacable et immuable. Sans que cela ne distraie de l'intensité de la scène au premier plan, l'on peut apercevoir dans l'obscurité, à l'arrière plan, un village et un clocher qui se découpent au loin.
Dos de mayo et Tres de mayo faisaient probablement partie à l'origine d'une série plus longue. Des traces écrites et différentes preuves indirectes suggèrent que Goya a peint quatre grands tableaux commémorant la rébellion de mai 1808 dont deux seulement nous sont parvenus. En 1867, dans ses mémoires de l'Académie royale, José Caveda parle de 4 toiles de Goya sur le thème ; Cristóbal Ferriz un artiste et un collectionneur de toiles de Goya mentionne également deux toiles additionnelles et précise qu'il s'agirait d'une révolte au palais Royal et de la défense de baraquements d'artillerie. La disparition de ces deux toiles pourrait indiquer un mécontentement officiel concernant la manière dont avait été dépeinte l'insurrection populaire.

### Les Désastres de la guerre

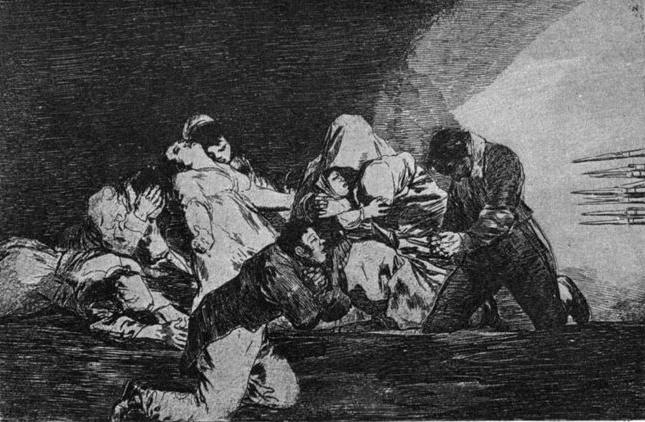
No se puede mirar de Goya (l'on ne peut regarder) dans Les Désastres de la guerre, série complétée entre 1810 et 1815. La composition est très similaire bien que Goya ait eu plus de liberté dans les gravures que dans la peinture où il s'est conformé à des conventions plus traditionnelles.

La série de gravures à l'eau-forte et à l'aquatinte, Les Désastres de la guerre, n'a été complétée qu'en 1820 bien que la plupart des gravures aient été faites entre 1810 et 1814. Un album d'épreuves donné par Goya à un ami et aujourd'hui conservé au British Museum donne de nombreuses indications sur l'ordre dans lequel les dessins préliminaires et les gravures ont été faits. Les gravures appartenant aux deux premiers groupes semblent avoir précédé la peinture des Dos et Tres de Mayo et incluent deux gravures dont la composition est très similaire à celle de Tres de Mayo (No se puede mirar et Yo lo vi) qui semblent représenter des scènes dont Goya aurait été témoin lors de son voyage à Saragosse. No se puede mirar est clairement lié à Dos de mayo à la fois du point de vue de la composition et du thème : la figure centrale de la femme a ses bras ouverts, pendant qu'un autre personnage a ses mains jointes en prière et que d'autres encore se cachent la figure. Dans cette esquisse les soldats ne sont pas même visibles de dos et seules leurs baïonnettes peuvent être vues.
Y no hay remedio (« On ne peut plus rien y faire »), une autre gravure appartenant aux premiers groupes, montre un peloton d'exécution coiffés de shakos à l'arrière-plan mais cette fois-ci dépeints en colonne tournée légèrement vers l'avant tel que l'on voit leurs visages. Cette gravure a apparemment été faite pendant les moments les plus durs de la guerre d'indépendance espagnole lorsque les matériaux étaient difficiles à obtenir et Goya a dû détruire une gravure précédente représentant un paysage pour faire cette pièce ainsi qu'une autre de la série Les désastres de la guerre.

### Iconographie et invention

Eugène Delacroix, La Liberté guidant le peuple, 1830. Un exemple ultérieur d'art révolutionnaire, qui conserve le style idéalisé et héroïque de la peinture d'histoire, avec les codes de laquelle Goya a drastiquement rompu.

Au début, la peinture rencontre des réactions mitigées de la part des critiques et historiens de l'art. Des artistes avaient déjà essayé de dépeindre la guerre dans le grand style de la peinture d'histoire, et les descriptions dénuées d'héroïsme de Goya étaient inhabituelles pour l'époque. Selon les premiers critiques, la peinture avait des défauts techniques : la perspective est plate, les victimes et leurs bourreaux sont trop près les uns des autres pour que ce soit réaliste. Bien que ces observations soient strictement correctes, l'écrivain Richard Schickel argumente que Goya ne cherchait pas à reproduire les propriétés académiques, mais à rendre l'impact général de la pièce plus fort.

#### Influences
Le Trois mai référence plusieurs œuvres d'art antérieures, mais sa puissance vient de sa crudité plutôt que de son adhésion aux formules de composition traditionnelles. Les artifices picturaux font place au portrait épique d'une brutalité sans verni. Les peintres romantiques contemporains — qui étaient eux aussi sensibles aux sujets de guerre, d'injustice et de mort — composaient leurs peintures avec une plus grande attention aux conventions de beauté, comme cela est évident dans Le Radeau de La Méduse de Théodore Géricault (1818-1819) et La Liberté guidant le peuple d'Eugène Delacroix (1830), par exemple. Goya se sert d'images populaires représentant des pelotons d'exécution, courantes pendant les guerres napoléoniennes, et leur appropriation par Goya suggère qu'il pourrait avoir pensé à réaliser des tableaux héroïques qui auraient plu au grand public.

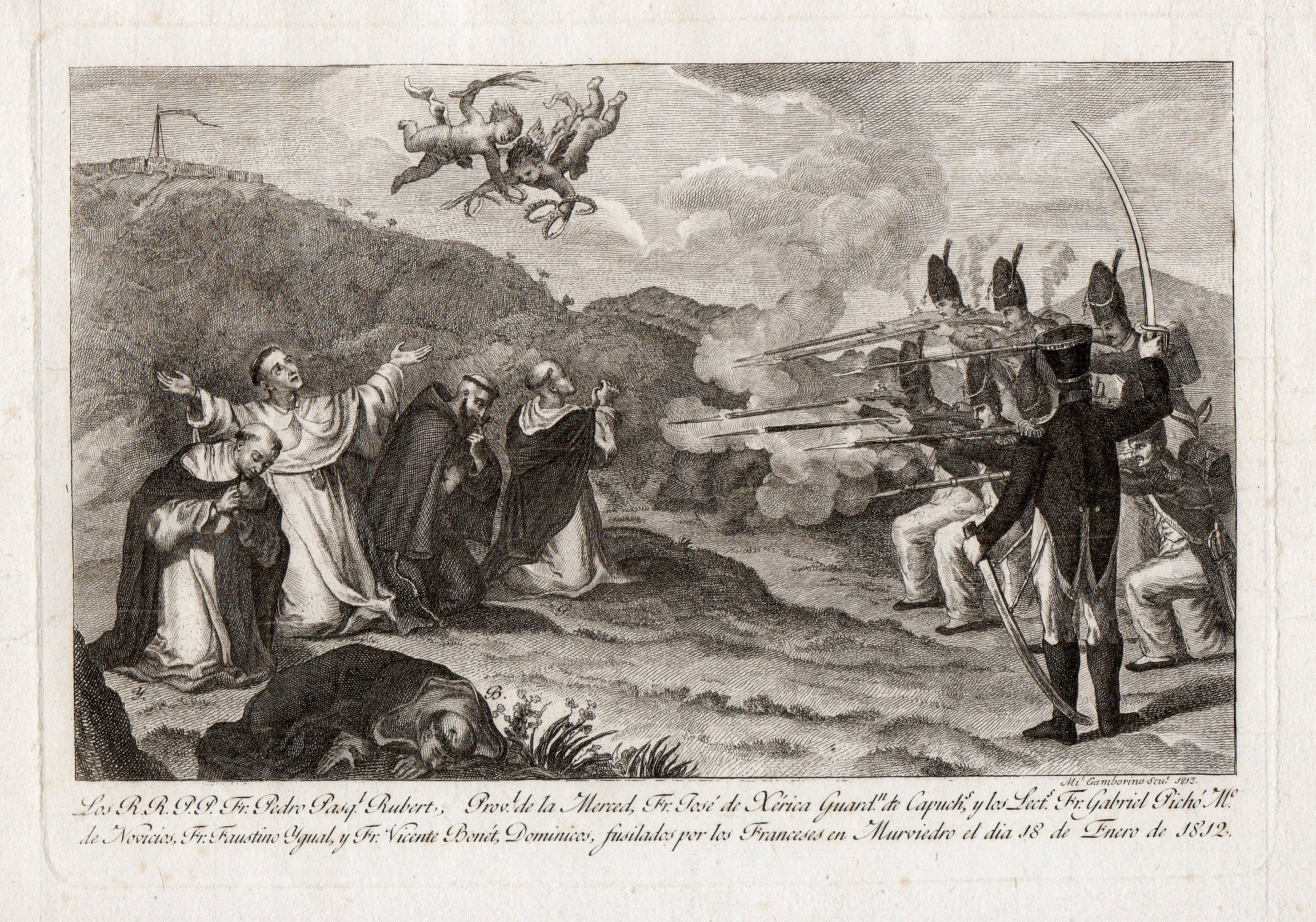
L'Assassinat de cinq moines à Murviedro (1813) de Miguel Gamborino, où l'on peut reconnaître plusieurs similitudes de composition.

Selon Connell, Goya se serait inspiré de l'estampe L'Assassinat de cinq moines à Murviedro de Miguel Gamborino (1813) pour construire sa composition, : la victime dans une posture de crucifixion et vêtue de blanc pour se différencier de ses compagnons, un moine tonsuré les mains jointes agenouillé et un cadavre gisant en arrière-plan sont autant de points communs avec l'œuvre de Gamborino. Contrairement à Gamborino, il n'inclut cependant pas d'anges. La géométrie de la composition pourrait être un clin d'œil ironique au Serment des Horaces de Jacques-Louis David (1784) : les bras tendus des trois romains saluant sont transformés en fusils de l'escouade ; les bras levés du père des Horaces ressemble au geste de la victime faisant face à ses bourreaux. Alors que David peint les expressions de ses figures dans un style néo-classique, Goya recherche un réalisme plus brutal. Goya pourrait aussi avoir été inspiré par La Capitulation de Madrid, le Quatre Décembre 1808 d'Antoine-Jean Gros : l'occupation française de Madrid est justement le sujet de Gros.

#### Iconographie religieuse

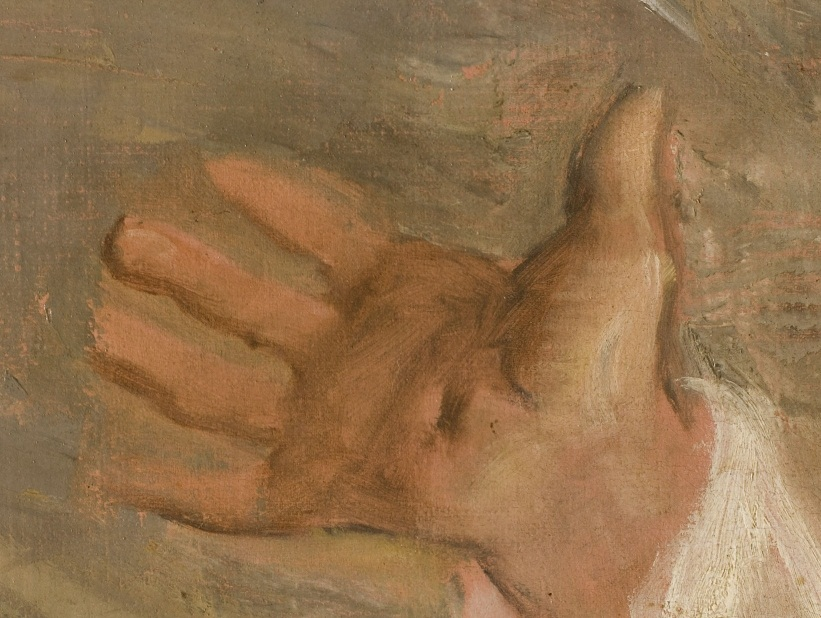
Détail de la main droite de la victime, qui montre un stigmate, une blessure subie par Jésus-Christ quand il a été cloué sur la croix.

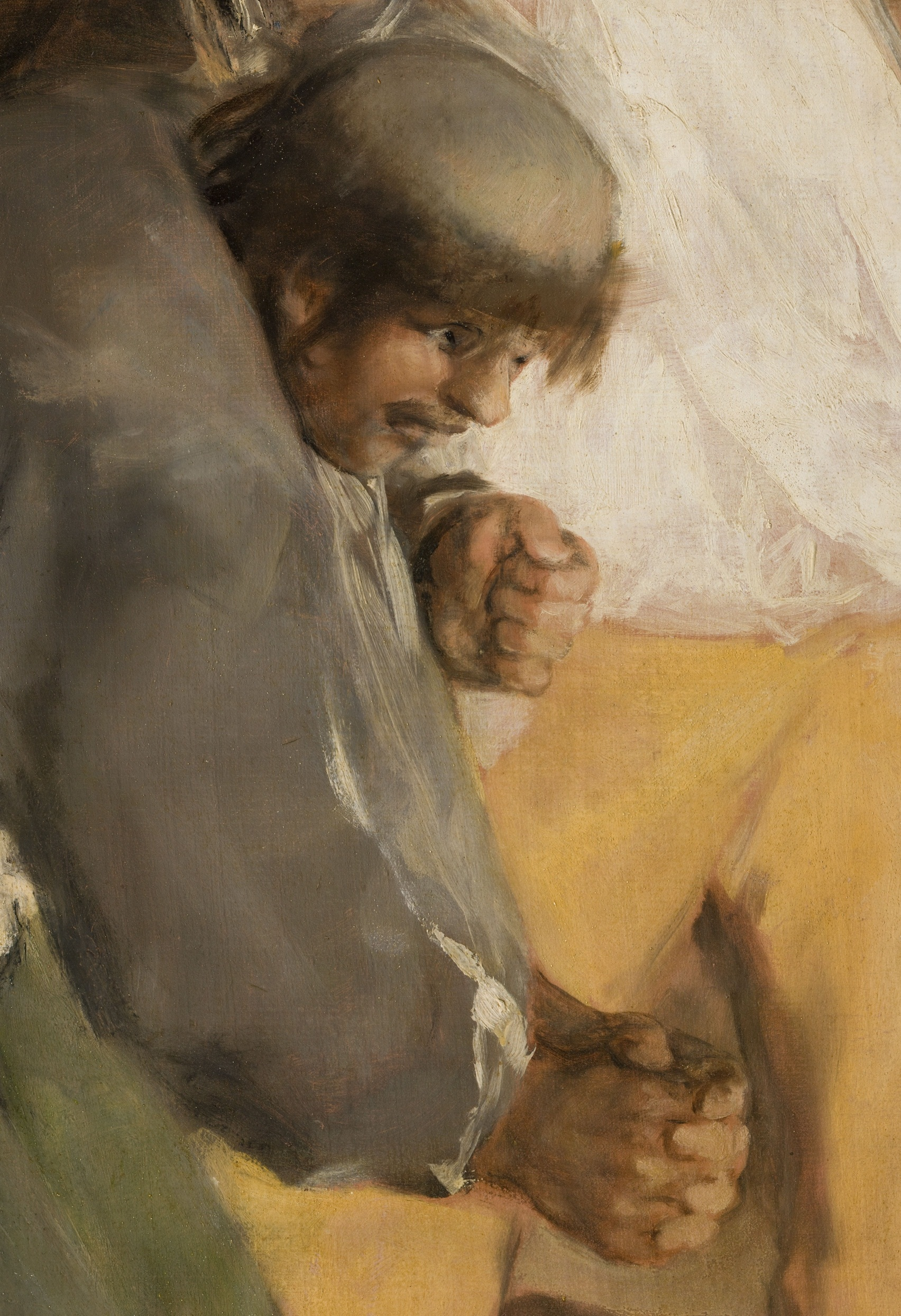
Détail du moine, qui représente l'implication de l'Église dans le conflit.

La peinture est liée structurellement et thématiquement aux traditions du martyr dans l'art chrétien, comme l'utilisation du clair-obscur et l'attrait de la vie juxtaposé à l'inéluctabilité de l'exécution imminente. Cependant, la peinture s'écarte de cette tradition. Dans son tableau, Goya n'oublie pas de faire figurer l'Église. Au premier rang des victimes, agenouillé, ou en train de prier Dieu, se trouve un prêtre tonsuré et en robe de bure. L'Église dans le conflit a joué un rôle prépondérant, appelant à la résistance et fournissant des prêtres prêts à prendre les armes. En Andalousie, un franciscain prétend avoir « étripé de ses propres mains 600 Français ». À Murcie, « un prêtre fait incendier les villages qui ne suivent pas son appel à la guerre sainte ». L'Église est farouchement opposée à l'empereur, qui a fait fermer les deux tiers des couvents espagnols et supprimer l'Inquisition. Elle est par ailleurs historiquement très liée à la monarchie, menacée par Napoléon. La terreur dans leurs visages est stupéfiante. Goya remarque aussi l'obscurité du ciel.
Dans le Tres de mayo, l'homme levant les bras au centre de la composition a souvent été comparé au Christ crucifié, une pose similaire pouvant régulièrement être vue dans des représentations du Christ dans l'épisode de l'agonie dans le jardin des oliviers. Le personnage de Goya présente des stigmates sur la main droite et la lanterne située au centre, devant les soldats fait référence aux attributs des soldats romains qui ont arrêté le Christ dans le jardin. En plus de poser comme un crucifié, il est habillé de jaune et de blanc : les couleurs héraldiques de la papauté. Dans le Tres de mayo, cependant, il n'y a aucune expression de transcendance ni de sacrifice de la vie qui mènera au salut.

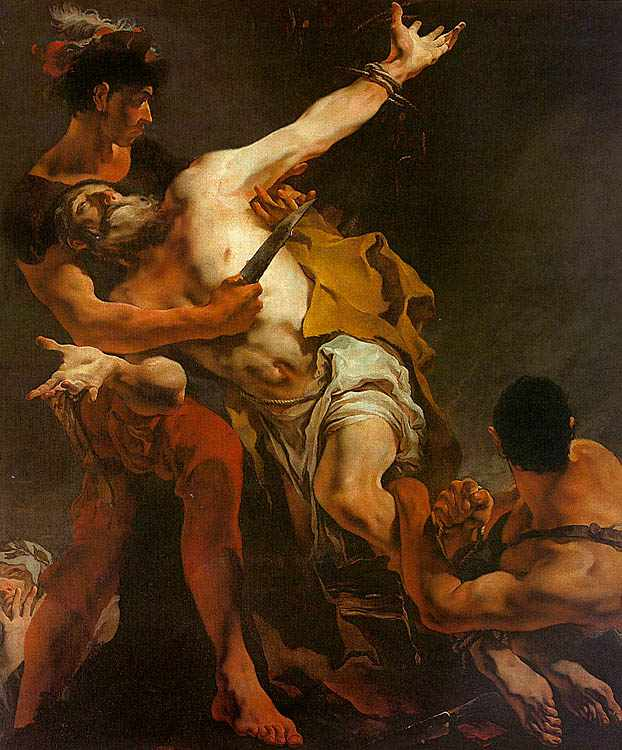
Saint Barthélemy, de Giovanni Battista Tiepolo (1722), est une scène traditionnelle de martyr, avec le saint suppliant Dieu. Goya s'inspire de l'iconographie de ce genre de scènes violentes.

La lanterne comme source d'illumination dans l'art est largement utilisée par les artistes baroques, et perfectionnée par Le Caravage. Traditionnellement, une lumière dramatique et le clair-obscur qui en résulte sont utilisés comme des métaphores de la présence de Dieu. L'illumination par une torche ou une bougie prend une connotation religieuse, mais dans Tres de mayo, la lanterne ne manifeste aucun miracle ; au contraire, la lumière fournie par la lanterne facilite le sombre travail des bourreaux, et fournit une forte illumination pour que le spectateur puisse témoigner de la violence injustifiée. Le rôle traditionnel de la lumière dans l'art est un conduit trahissant qu'un esprit a été corrompu.

#### Des victimes non héroïques
La victime, telle que présentée par Goya, est aussi anonyme que ses bourreaux. Sa supplication n'est pas adressée à Dieu comme dans la peinture traditionnelle, mais à une escouade sourde et impersonnelle. Elle n'est pas récompensée d'héroïsme ou d'individualité : ce n'est qu'une partie d'une suite de victime. À ses pieds gît un corps sanglant et défiguré ; derrière et autour de lui sont rassemblés d'autres personnes qui vont bientôt subir le même sort. Ici, pour la première fois, selon le biographe Fred Licht, la noblesse du martyr individuel est remplacée par la futilité et l'inutilité, la victimisation du massacre de masse, et l'anonymat l'est par le sceau de la condition moderne.
La façon qu'a la peinture de montrer l’écoulement du temps n'a pas non plus de précédent dans l'art occidental. La mort d'une victime innocente a traditionnellement été présentée comme une conclusion, la victime étant dotée d'héroïsme. Le Tres de mayo n'offre aucun message caractéristique du genre : il y a au contraire une procession continue des condamnés dans une formalisation mécanique du meurtre. La fin inévitable est vue dans le corps d'un homme, jeté au sol en bas à gauche de la composition. Il n'y a pas de place au sublime ; sa tête et son corps ont été défigurés à un degré qui rend la résurrection impossible. Goya fait le portrait d'une victime démunie de toute esthétique ou de grâce spirituelle. Pour le reste de la peinture, l'œil du spectateur parcourt principalement l'axe horizontal ; mais ici, le point de vue de la perspective a changé pour que le spectateur regarde vers en bas, vers le corps mutilé.
Enfin, il n'y a aucune tentative d'adoucir la brutalité du sujet au moyen d'une technique quelconque. La méthode et le sujet sont indivisibles. La procédure de Goya est moins déterminée par les codes de la virtuosité traditionnelle que par le thème intrinsèquement morbide. Le travail au pinceau ne pourrait pas être décrit comme plaisant et les couleurs sont restreintes aux tons terre et noir, ponctués de flashs de blanc et de rouge sang des victimes. La qualité du pigment lui-même présage des œuvres ultérieures de Goya : une solution granulaire produisant une finition matte et sableuse. Peu admireront l'œuvre pour les fioritures de son auteur, ayant une telle force horrible et un tel manque de théâtralité.

## Provenance

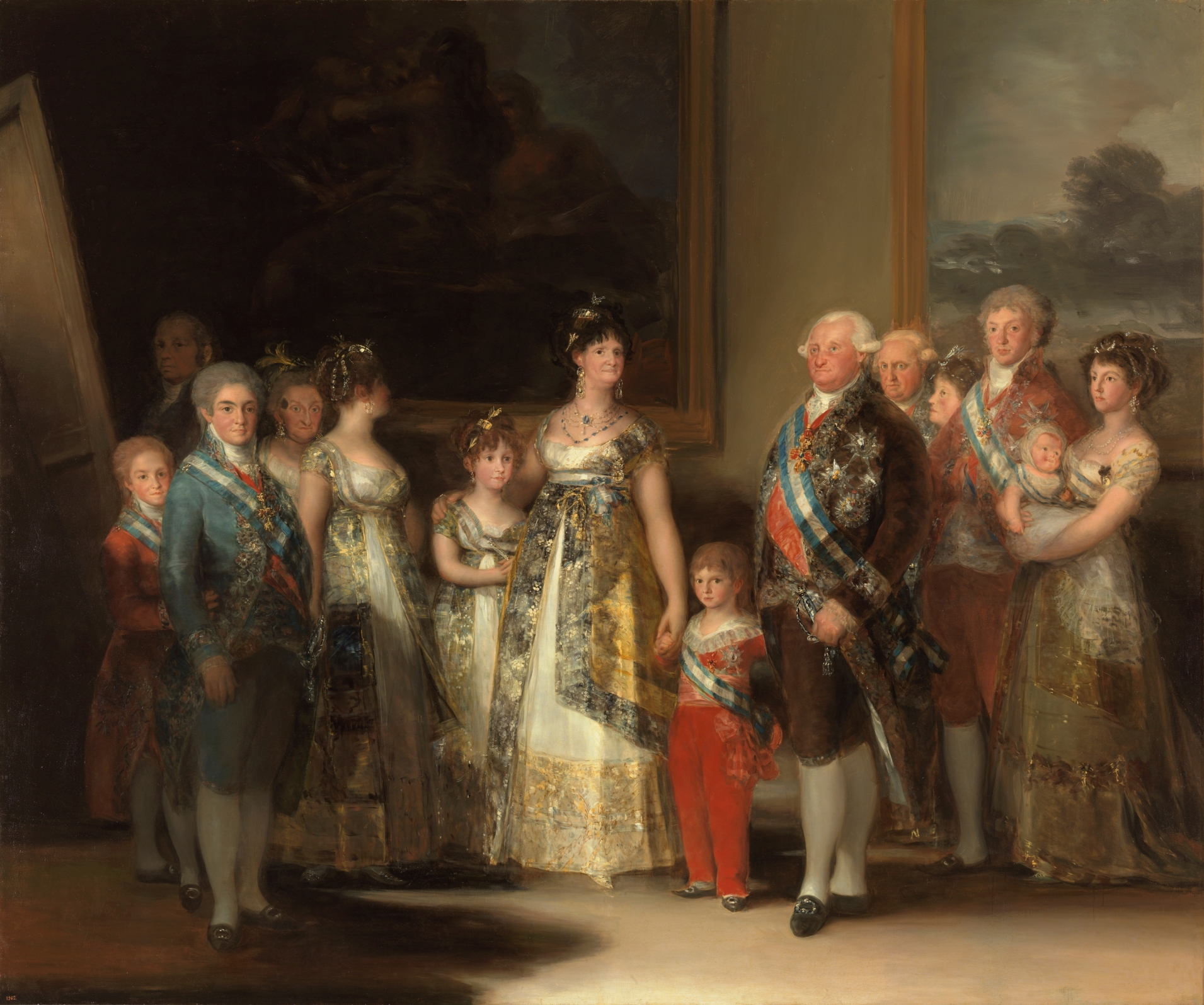
La Famille de Charles IV (1800-1801). Bien que Goya ait peint beaucoup de portraits de la maison de Bourbon, ceux-ci n'ont jamais considéré Tres de mayo comme un sujet approprié à inclure dans la collection royale.

Malgré sa valeur commémorative, peu de détails sur la première exposition de cette œuvre sont connus, et il n'existe aucun document contemporain sur le sujet. Ce manque de document peut être dû à la préférence de Ferdinand VII pour l'art néoclassique et au fait que les révoltes populaires n'étaient pas considérées comme des sujets appropriés pour les Bourbons récemment restaurés. Un monument aux morts tombés lors du soulèvement du Dos de mayo a été commandé en 1814 par le gouvernement provisoire, mais la commande a été « annulée par Ferdinand VII, aux yeux duquel les sénateurs et héros de la guerre d'indépendance avaient peu de faveur à cause de leurs tendances réformatrices. »
Selon certains comptes-rendus, la peinture repose dans un entrepôt pendant trente ou quarante ans avant qu'elle soit montrée pour la première fois au public. Sa mention dans un inventaire du Musée du Prado en 1834 montre que la peinture reste en possession du gouvernement ou de la monarchie ; la plupart de la collection royale a été transférée au musée à son ouverture en 1819. Théophile Gautier dit avoir vu « un massacre » de Goya lors de sa visite au musée en 1845, et un autre visiteur de 1858 l'a également remarqué, bien que les deux commentaires semblent plutôt décrire les événements dépeints dans le Dos de mayo, peut-être parce que « Dos de Mayo » continue d'être l'expression espagnole faisant référence à l'événement dans son ensemble.
En 1867, le biographe de Goya Charles Yriarte considère la peinture comme suffisamment importante pour mériter sa propre exposition, mais ce n'est pas avant 1872 que le Tres de mayo est listé dans le catalogue publié du Musée du Prado sous le titre Scène du trois mai 1808. Aussi bien le Trois que le Deux mai ont subi des dommages lors d'un accident de la route pendant qu'ils étaient transportés en camion à Valence pour des raisons de sécurité, lors de la guerre civile espagnole — a priori la seule fois que le tableau a quitté Madrid. Des pertes importantes de peinture sur le côté gauche du Dos de Mayo ont été délibérément laissées endommagées. La restauration des deux peintures a eu lieu en 2008 pour qu'elles puissent être présentées à l'occasion du bicentenaire du soulèvement.
En 2009, le Prado sélectionne le Tres de mayo comme l'une des quatorze plus importantes peintures de sa collection destinées à être affichées dans Google Earth à une résolution de 14 Mpx.

## Postérité

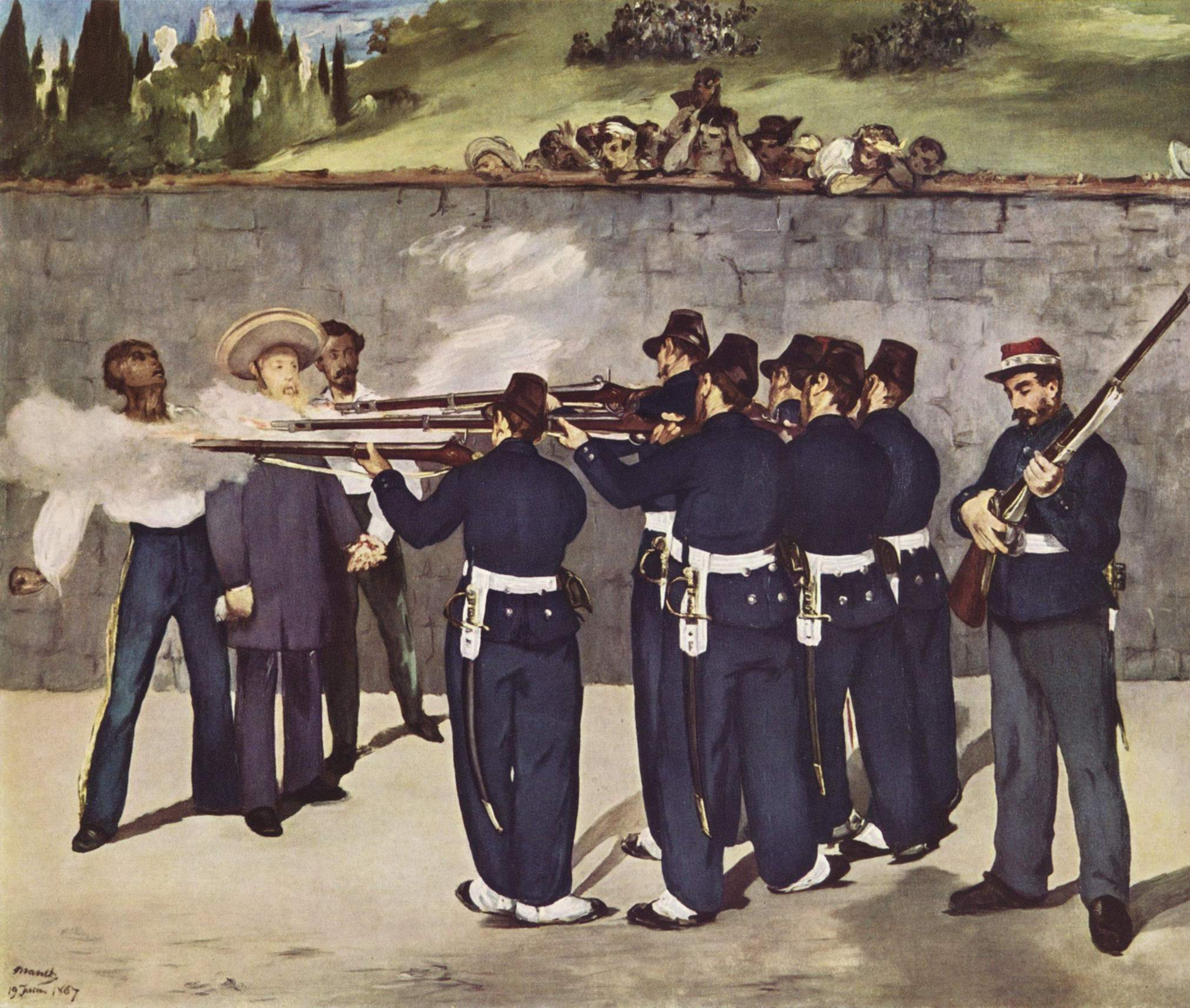
Édouard Manet L'Exécution de Maximilien (1868), Mannheim, Städtische Kunsthalle.

Le thème et la composition de ce tableau ont été d'abord repris par Édouard Manet, dans L'Exécution de Maximilien, peint en plusieurs versions entre 1867 et 1869. En documentant un événement contemporain duquel ni Manet ni l'art émergeant de la photographie n'ont été les témoins, Manet semble avoir été influencé par l'œuvre de Goya. Il pourrait avoir vu le tableau au musée du Prado en 1865 avant d'avoir commencé ses propres peintures, qui étaient trop sensibles pour être exposées en France à l'époque de Manet. Il a très probablement vu une estampe de cette œuvre qui a été publiée en 1867. 
Le Tres de mayo est cité comme une influence du tableau de Pablo Picasso, Guernica, qui représente les conséquences du bombardement de Guernica par les nazis pendant la guerre d'Espagne,. Une exposition de 2006 au Prado et au musée national centre d'art Reina Sofía montre le Tres de mayo, Guernica et l'Exécution de Maximilien dans la même salle. Dans la même salle était accroché le Massacre en Corée, peint par Picasso pendant la guerre de Corée, les bourreaux étant dans cette peinture l'armée américaine ou les alliés des Nations unies.
Il a aussi influencé l'artiste chinois Yue Minjun pour son tableau Exécution.
L'artiste allemand Wolf Vostell a aussi utilisé le motif de la fusillade dans son tableau Miss America daté de 1968. Wolf Vostell a résidé régulièrement en Espagne et a notamment étudié les peintures de Francisco de Goya, Titien et Pablo Picasso. À l'instar de Goya, dont il admire sa dimension critique et visionnaire, il est un artiste engagé en rendant compte à travers son expression artistique des événements historiques (avec dans cette œuvre Miss America la dénonciation des atrocités de la guerre et de ses traitements médiatiques).
Aldous Huxley écrit en 1957 que Goya manquait de l'habileté de Rubens pour remplir le tableau d'une composition ordonnée ; mais il considère que le Tres de mayo est réussi parce que Goya « parle son langage maternel, et est donc capable d'exprimer ce qu'il veut avec le maximum de force et de clarté ».
Kenneth Clark note que le tableau s'éloigne radicalement de la peinture d'histoire, par son intensité singulière :

« Avec Goya, on ne pense pas au studio ni même à l'artiste en train de travailler : on ne pense qu'à l'événement. Est-ce que cela implique que le Tres de mayo est une sorte de journalisme supérieur, le document d'un incident dont la profondeur de champ est sacrifiée à l'effet immédiat ? J'ai honte de dire que je l'ai déjà pensé ; mais plus je regarde ce tableau extraordinaire ainsi que les œuvres de Goya, plus je reconnais que je m'étais clairement trompé. »